# 三沢康
三澤 康（みさわ やすし、1962年2月20日 - ）は、日本の外交官、京都府出身。関西担当特命全権大使。

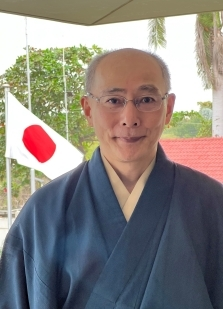
三澤康特命全権大使

## 経歴
1985年3月 京都大学法学部卒業。 
採用試験：1984年外務公務員採用上級試験で、1985年4月外務省入省。
2003年9月 大臣官房総務課監察査察室長,2004年4月 アジア大洋州局大洋州課長。
2005年9月 在カナダ日本国大使館 参事官。2008年8月 経済局政策課長。
2009年10月 内閣事務官 内閣官房内閣参事官（内閣官房副長官補付）。
2013年1月 内閣官房沖縄連絡室。同10月 兼内閣総務官室 内閣官房国家戦略室。
2011年8月 外務事務官 大臣官房情報通信課長,2012年9月 在ドイツ日本国大使館 公使。
2014年7月 大臣官房参事官兼中東アフリカ局アフリカ部、中東アフリカ局。
2015年6月 在ホノルル日本国総領事館 総領事。2017年8月 在ドイツ日本国大使館 公使。
2022年4月 駐タンザニア特命全権大使。
2025年1月 特命全権大使（関西担当）。